# Psaliodes aurativena
Psaliodes aurativena är en fjärilsart som beskrevs av W. Warren 1904. Psaliodes aurativena ingår i släktet Psaliodes och familjen mätare. Inga underarter finns listade i Catalogue of Life.